# Flegon z Tralles
Flegon(t) z Tralles (gr. Φλέγων, łac. Phlegon) w Lidii, w Azji Mniejszej (dzisiejsza Turcja) – grecki pisarz, historyk, wyzwoleniec cesarza Hadriana, żył w II w. n.e. Mieszkał przez wiele lat na Sycylii.

## Twórczość pisarska
- Zestawienie olimpijskich zwycięzców i czasów (Ολυμπιονικω̂ν καὶ χρονω̂ν συναγωγή) – jego główne dzieło, historyczne kompendium w 16 księgach, obejmujących czasy od 1 do 229 olimpiady (776 p.n.e.–137 n.e.). Dzieło dedykowane niejakiemu Aeliusowi Arystydesowi[1], według Focjusza, przybocznemu gwardziście Hadriana[a]. Zachowany u Focjusza fragment 12, odnoszący się do listy zwycięzców olimpijskich z lat 72–68 p.n.e., został potwierdzony przez papirus Pap.Oxy.XVII 2082. Focjusz w oparciu o Flegonta podaje, że podczas tej olimpiady dokonano spisu ludności w Rzymie, zmarł król Partów, Synatruches, którego zastąpił Fraates, nazywany bogiem, a w idy październikowe urodził się Wergiliusz[2]. Przy każdej olimpiadzie Flegon notował skrzętnie nadzwyczajne zdarzenie, np. w mieście Tarracyna niewolnica urodziła niemowlę, które przemówiło (fragment 13, dotyczący lat 52–48 p.n.e.).

- O dziwach (Περὶ θαυμασίων) – dużą popularnością cieszyło się też inne jego dzieło, obszerny traktat, w którym opisał monstrualne narodziny, zmartwychwstania, widma, hermafrodytów, duchy, przeróżne dziwolągi jak ludzi zmieniających na zawołanie płeć, centaury, braci syjamskich, gigantyczne szkielety. Przy rzymskich relacjach podaje dokładne daty według konsulów, wszędzie podając źródła[1].

- O długowiecznych (Μακροβίοι) – traktat zawierający listę Rzymian, którzy przekroczyli 100 lat życia. Oparty został na urzędowych spisach, z których korzystali również Pliniusz Starszy i Lukian[3].

- Opis Sycylii (Εκφρασις Σικελίας) – jego pobyt na Sycylii zaowocował dziełem topograficznym opisującym wyspę. Dzieło znane tylko z Księgi Suda[3].

- Żywot Hadriana (Βιος Αδριανου) – dzieło zaginione

- O świętach rzymskich (Περὶ τω̂ν παρὰ ̔Ρωμαίοις ἑορτω̂ν) – (w 3 księgach) dzieło zaginione

- O miejscach w Rzymie i ich nazwach (Περὶ τω̂ν ἐν ̔Ρώμῃ τόπων καὶ ω̂ν ἐπικέκληνται ὀνομάτοων) – śladowe nawiązanie u Zosimosa (2,1)[3].

O twórczości Flegona wspominają między innym Juliusz Afrykański, Orygenes, Hieronim ze Strydonu.

## Flegon a zaćmienie Słońca w czasie Paschy
Fragment 16 z dzieła Flegonta Zestawienie olimpijskich zwycięzców i czasów, który dotyczy 4 roku 202 olimpiady (rok 32/33), podaje, że słońce uległo zaćmieniu większemu niż kiedykolwiek, tak że w ciemności o godzinie 6. widać było gwiazdy, a równoczesne trzęsienie ziemi w Bitynii w gruzy obróciło wiele domów w Nicei. Ewangelie podają, że w trakcie śmierci Jezusa około godziny szóstej nastąpiła ciemność i nie było widać światła słonecznego:

Było już około godziny szóstej, a jednak całą tę ziemię ogarnęła ciemność aż do godziny dziewiątej, gdyż zanikło światło słoneczne

Ewangeliści nie precyzują, iż nastąpiło zaćmienie Słońca. Takie zaćmienie nie mogło nastąpić w trakcie Paschy, gdy jest pełnia Księżyca. Stąd już w starożytności dochodziło do dyskusji, jak interpretować nagłą ciemność i zanik światła słonecznego. To świadectwo Flegonta cytuje Euzebiusz (Kroniki). Na Flegonta powołuje się Orygenes (Przeciw Celsusowi 2, 14, 33 i 59). Alexander Demandt uważa, że relacje Flegonta należy przypisać do 1 roku olimpiady.